# 島津久豪
島津 久豪（しまづ ひさたけ）は、江戸時代中期の薩摩藩士。知覧島津家17代当主。

## 生涯
貞享元年（1684年）、島津久逵の次男として生まれる。兄・久基が早世したため、嫡男となる。元禄3年（1690年）、藩主・島津綱貴の久逵邸御成の際に、綱貴の加冠で元服した。
宝永2年（1705年）、藩主・島津吉貴の帰国許可の謝使として江戸城に登城し、将軍・徳川綱吉に拝謁する。宝永5年（1708年）、大目付となり職田500石を賜る。正徳元年（1711年）、島津吉貴より、父・久逵の功績を賞されて島津姓を代々名乗ることを許される。享保3年（1718年）、父の隠居により家督相続、国老となり1300石の職田を賜る。高岡地頭職となる。
享保17年（1732年）、藩主・島津継豊の三男・久峰を極秘のうちに養子とし、直子とする。延享2年（1745年）10月5日没、享年62。
家督は養子の久峰が相続した。